# Aledo
Aledo és un municipi de la Regió de Múrcia. Limita al nord amb Totana i a l'est amb Llorca.

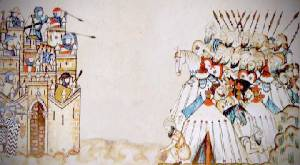
Setge d'Aledo